# Kaolinwerk Caminau

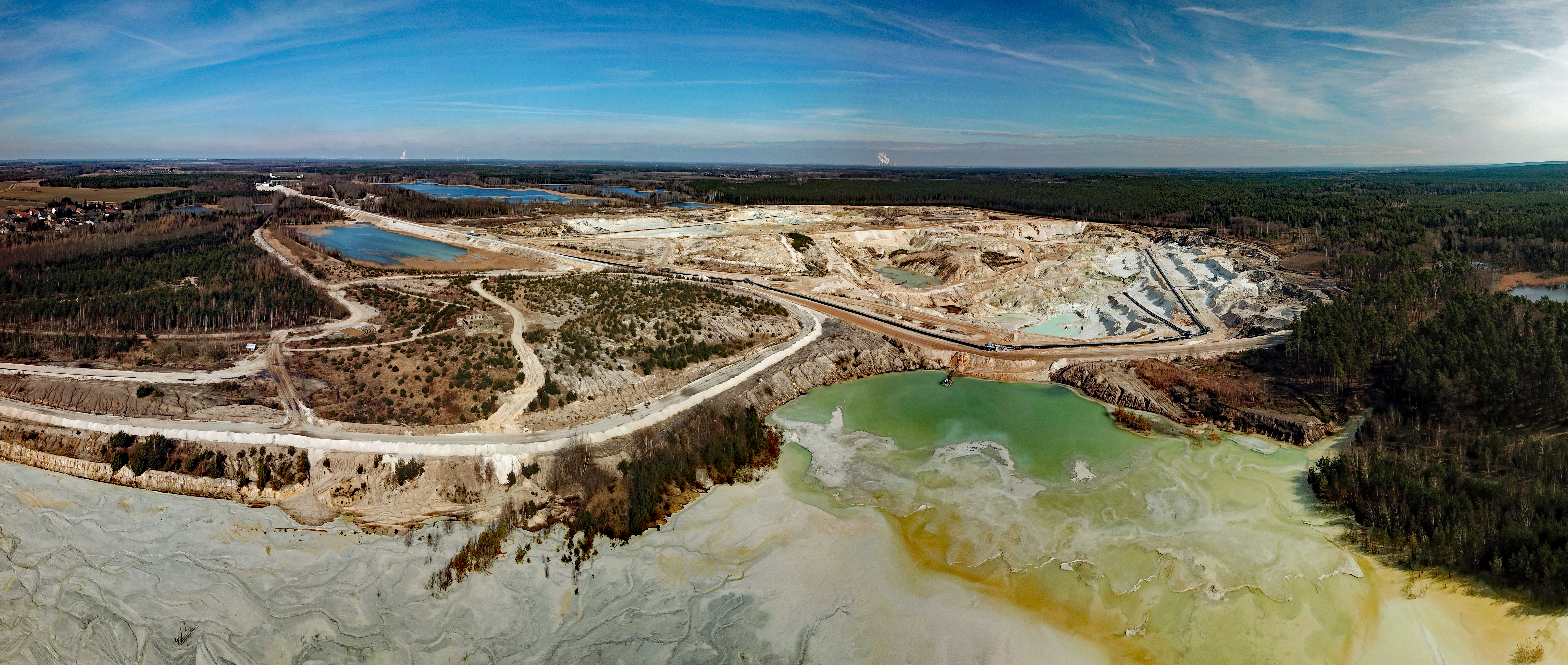
Шахта

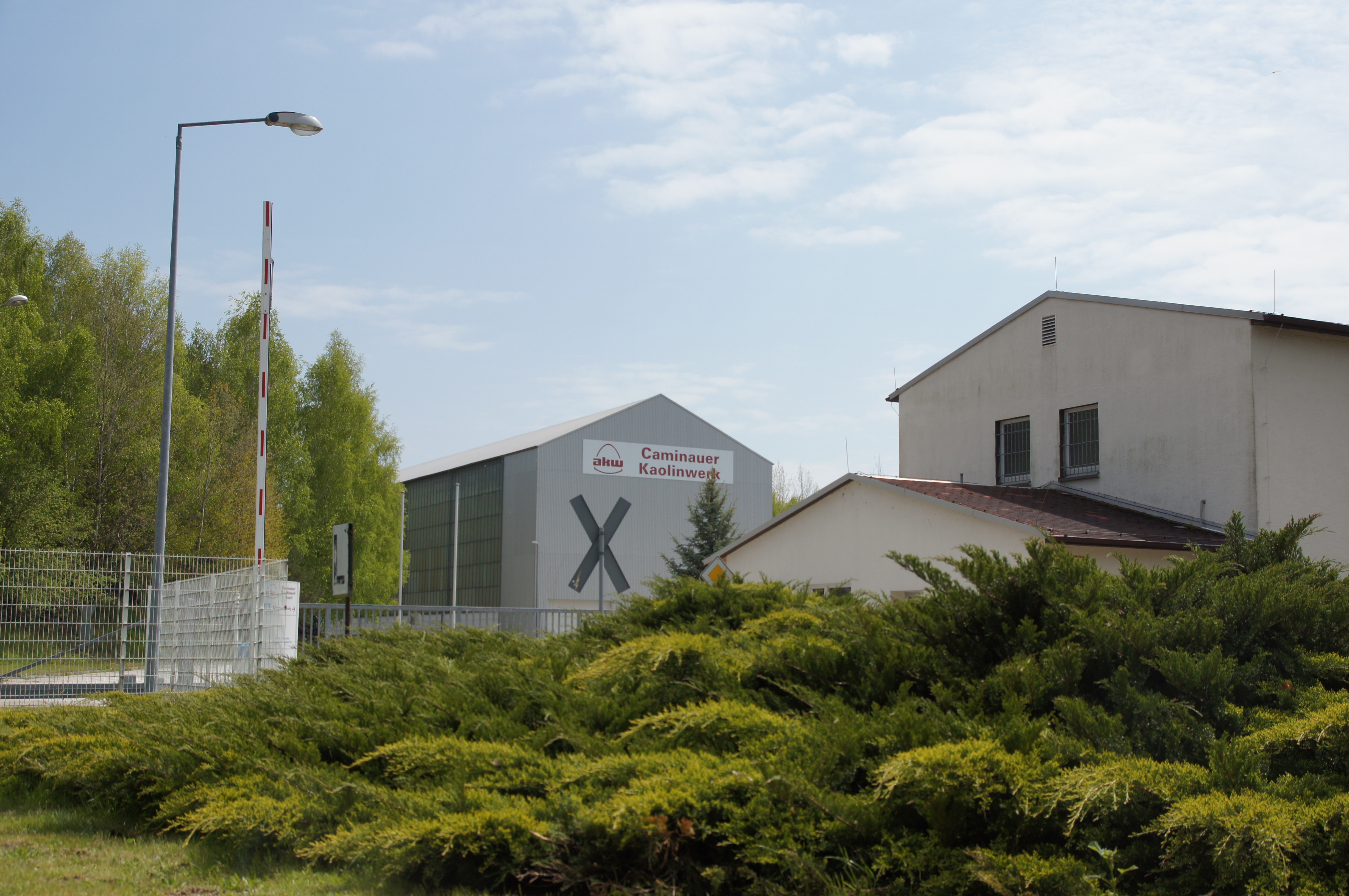
Административные помещения на дороге В 96

Kaolinwerk Caminau — крупнейшее предприятие по разработке месторождения каолина в Верхней Лужице, Германия. Предприятие является значимым работодателем для жителей коммуны Кёнигсварта. Находится восточнее населённого пункта Каминау коммуны Кёнигсварта района Баутцен, федеральная земля Саксония.

## История
В XIX в северных районах Верхней Лужицы началась активная промышленная разработка месторождений полезных ископаемых. В частности, стали добываться в промышленном объёме бурый уголь, лигнит, глина и каолин. Около 1900 года в восточной окрестности деревни Каминау было обнаружено крупное месторождение каолина. В 1904 году владелец одной из шахт из Зенфтенберга приобрёл права на разработку месторождения и в 1905 году начал добывать каолин. В 1928 году была произведена модернизация производства.
В феврале 1945 году предприятие приостановило свою деятельность из-за боевых сражений в районе Верхней Лужице. В конце 1945 года возобновились работы под контролем советской военной администрации. В 1945 предприятие было национализировано и стало называться «VEB Kaolinwerk Caminau». Во время ГДР постоянно расширялось и модернизировалось. В 1978 году был введён в эксплуатацию новый завод. Объём добычи каолина возрос с 15 тысяч тонн в 1950 году до 135 тысяч тонн в 1985 году. В 1961 году была построена узкоколейка, соединяющая шахту с собственной перевалочной базой на железнодорожной линии Кёнигсварта — Вайсколльм. В 80-х годах XX столетия компания построила современный перерабатывающий завод.
После объединения Германии предприятие стало акционерным обществом «Caminauer Kaolinwerk GmbH» и перешло в собственность добывающего концерна «Amberger Kaolinwerke Eduard Kick». В 1998 году произошло слияние с компанией «Kemmlitz Kaolinwerke GmbH». В 2012 году предприятие добыло 800 тысяч тонн осадков, содержащих 30 % каолина, при этом текущая добыча чистого каолина достигла 250 тысяч тонн.
В настоящее время предприятие ведёт поиск новых месторождений каолина в районе между населёнными пунктами Кёнисварта и Штайниц.
Геология
Месторождение каолина в Каминау является самым северным в Верхней Лужице. Занимает площадь 2,5 км². Представляет собой автохтонные залежи, возникшие вследствие выветривания лужицкого гранодиорита. Разлагаемая порода имеет толщину от 20 до 50 метров. Высокая степень белизны каолина месторождения обусловлена влиянием гуминовой кислоты при образовании бурого угля в третичном периоде.